# John Clute
John Frederick Clute (Toronto, 12 settembre 1940) è uno scrittore e critico letterario canadese specializzato in fantascienza e fantasy, che dal 1969 vive in Inghilterra e negli Stati Uniti.
È stato descritto come «una parte integrante della storia della fantascienza» e «forse il più importante lettore-critico di fantascienza dei nostri tempi e uno dei migliori che il genere abbia mai conosciuto».

## Biografia
Nel 1982 ha fondato la rivista inglese Interzone insieme ad altre sette persone, tra le quali Malcolm Edwards, Colin Greenland, Roz Kaveney e David Pringle.
Gli articoli di Clute sul fantastico sono apparsi in varie pubblicazioni sin dagli anni '60.
È un curatore dell'Encyclopedia of Science Fiction (con Peter Nicholls) e dell'Encyclopedia of Fantasy (con John Grant), inoltre ha scritto The Illustrated Encyclopedia of Science Fiction, tutte vincitrici di un Premio Hugo per la miglior opera non di fiction.
Nel 1994 la Science Fiction Research Association lo ha premiato con il Pilgrim Award alla carriera per i suoi studi nel campo della fantascienza.
Clute è anche autore delle raccolte di recensioni e saggi Strokes, Look at the Evidence: Essays and Reviews, Scores, Canary Fever e Pardon This Intrusion.
Il suo romanzo del 2001 Appleseed, una space opera ritenuta degna di nota per la creatività e lo stile, è stato inserito dal New York Times tra i "Libri notevoli del 2002".
Nel 2006, Clute ha pubblicato la raccolta di saggi The Darkening Garden: A Short Lexicon of Horror.
La terza edizione dell'Encyclopedia of Science Fiction (con David Langford e Peter Nicholls) è stato pubblicata online, in versione beta, nell'ottobre 2011, e da allora è stata notevolmente ampliata; nel 2012 ha vinto il Premio Hugo per la miglior opera correlata. La pagina delle statistiche della Encyclopedia riporta che, al 24 marzo 2017, Clute era autore della grande maggioranza degli articoli: 6.421 da solo e 1.219 in collaborazione, per un totale di oltre 2.408.000 parole, più del doppio del secondo collaboratore più prolifico, David Langford.
Clute è stato uno degli ospite d'onore alla 72ª World Science Fiction Convention, dal 14 al 18 agosto 2014.